# Rio Lacerda e Almeida
Rio Lacerda e Almeida är ett vattendrag i Brasilien.   Det ligger i delstaten Rondônia, i den centrala delen av landet, 1 600 km väster om huvudstaden Brasília.
Omgivningarna runt Rio Lacerda e Almeida är huvudsakligen savann. Runt Rio Lacerda e Almeida är det mycket glesbefolkat, med 4 invånare per kvadratkilometer.